# Walesby (Lincolnshire)
Pour les articles homonymes, voir Walesby.
Walesby est une paroisse civile et un village du Lincolnshire, en Angleterre.